# 30 Park Place
Il 30 Park Place (IPA: [ˈθɜrdi pɑrk pleɪs]) è un grattacielo ad uso residenziale e alberghiero situato a Tribeca, nella città di New York. Comprende il Four Seasons Hotel New York Downtown e il Four Season Private Residences New York Downtown della catena di hotel canadese Four Seasons Hotels and Resorts ed è il secondo grattacielo residenziale più alto di Lower Manhattan, dopo 70 Pine Street.

## Descrizione

### Costruzione
Il sito di costruzione venne acquistato nel 2006, tuttavia i finanziamenti per i lavori non furono reperiti fino al 2013. Infatti, a maggio di quell'anno, la Silverstein Properties stanziò i 660 milioni di dollari necessari per la costruzione, affidata alla Tishman Construction. I lavori di costruzione sono infine iniziati a fine 2013 e ad inizio 2015 la struttura ha raggiunto la massima altezza. I rivestimenti esterni sono stati completati nell'agosto 2015.
L'edificio è stato inaugurato il 19 settembre 2016.

### Caratteristiche
L'edificio è stato progettato dall'architetto Robert A. M. Stern e è gestito dalla Four Seasons Hotels and Resorts. I piani superiori della struttura sono destinati all'uso residenziale, con in totale 157 appartamenti, ai quali si accederà mediante una lobby situata su Park Place. I piani inferiori sono invece occupati da un hotel della Four Seasons con 185 stanze, la cui lobby affaccia su Barclay Street.